# Peropteryx leucoptera
Peropteryx leucoptera (Peters, 1867) è un pipistrello della famiglia degli Emballonuridi diffuso nell'America meridionale.

## Descrizione

### Dimensioni
Pipistrello di piccole dimensioni, con la lunghezza totale tra 61 e 69 mm, la lunghezza dell'avambraccio tra 41 e 45 mm, la lunghezza della coda tra 12 e 17 mm, la lunghezza del piede tra 8 e 10 mm, la lunghezza delle orecchie tra 15 e 18,5 mm e un peso fino a 7,8 g.

### Aspetto
La pelliccia è lunga, soffice e densa. Le parti dorsali sono marroni scure, bruno-seppia o bruno-grigiastro , con la base dei peli bianca, mentre le parti ventrali sono più chiare. Il muso è appuntito e privo di peli, la fronte è alta. Le orecchie sono triangolari, con l'estremità arrotondata, ricoperte di pliche cutanee nella superficie interna del padiglione auricolare e unite anteriormente sulla testa da una sottile membrana. Il trago è corto e con l'estremità arrotondata, mentre l'antitrago è semi-circolare, lungo e si estende in avanti quasi fino all'angolo posteriore della bocca. Le membrane alari sono bianche e semi-trasparenti e attaccate posteriormente sulle caviglie, una sacca ghiandolare è presente tra l'avambraccio e il primo metacarpo, si estende fino al bordo d'entrata alare e si apre in avanti e si apre anteriormente. La coda è relativamente lunga e fuoriesce dall'uropatagio a circa metà della sua lunghezza. Il calcar è lungo.

## Biologia

### Comportamento
Si rifugia nelle cavità degli alberi, tronchi abbattuti al suolo e nelle grotte.

### Alimentazione
Si nutre di insetti catturati in volo.

### Riproduzione
Femmine gravide sono state catturate a marzo, aprile, maggio e giugno. 

## Distribuzione e habitat
Questa specie è diffusa nell'America meridionale dalla Colombia al Brasile orientale.
Vive nelle foreste.

## Tassonomia
Sono state riconosciute 2 sottospecie:
- P.l.leucoptera: Colombia, Venezuela meridionale, Ecuador orientale, Guyana, Suriname, Guyana francese e stati brasiliani di Pará, Paraíba, Pernambuco, Amazonas e Sergipe[4];
- P.l.cyclops (Thomas, 1924): Perù meridionale.

## Conservazione
La IUCN Red List, considerato il vasto areale, classifica P.leucoptera come specie a rischio minimo (Least Concern)).